# Angry Birds – Der Film
Angry Birds – Der Film ist ein finnisch-US-amerikanischer Animationsfilm von Clay Kaytis und Fergal Reilly, der am 12. Mai 2016 in die deutschen und am 20. Mai 2016 in die US-amerikanischen Kinos kam. Der Film basiert auf der Computerspielreihe Angry Birds.

## Handlung

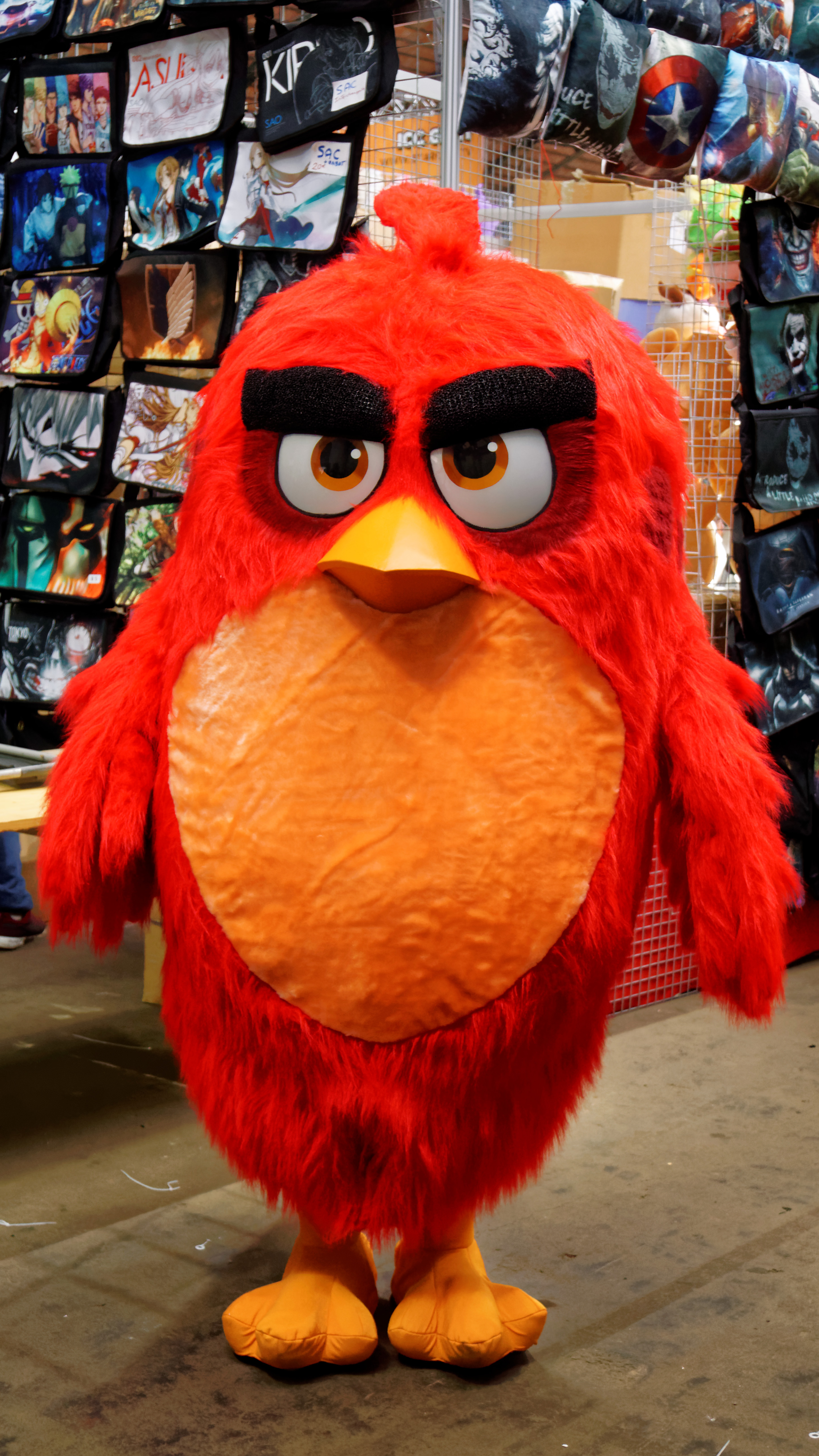
Red als Werbefigur bei der Comic Con Brüssel

Eine Gemeinschaft bunter Vögel lebt mitten im Ozean auf einer idyllischen Insel. Auch wenn sie nicht fliegen können, genießen sie ihr Leben hier in vollen Zügen. Die Vögel Red und Bombe und der Rennvogel Chuck müssen an einem Anti-Aggressionskurs teilnehmen. Red, der ein ziemlich grummeliger Geselle ist, geht sonst den dauerfröhlichen Bewohnern der Insel aus dem Weg, hat auch sein Haus in einigem Abstand zum Dorf gebaut. Red wird wegen seiner Wutausbrüche von einem Richter zu dieser Therapie bei der weißen Vogeldame Mathilde verurteilt. Eines Tages legt ein Schiff mit einer Gruppe von grünen Schweinen an der Insel an, deren Bewohner zuvor noch nie Besuch hatten. Dennoch werden sie von ihnen herzlich willkommen geheißen; nur Red traut den Fremden nicht so richtig über den Weg, auch wenn die Schweine einige interessante, technologisch hochentwickelte Geschenke für die naiven Ureinwohner mitgebracht haben. Er soll recht behalten, denn bald schon zeigen die von Leonard angeführten Schweine, dass sie in Wahrheit echte Schurken sind und es nur auf die wertvollen Eier der Vögel abgesehen haben. Nachdem die Schweine alle Eier der Vögel gestohlen haben, begeben sie sich in ihr Fort und versammeln sich zu einem Festessen.
Um diesen Plan zu vereiteln, lässt sich die von Red angeführte Bürgerwehr einige Gegenmaßnahmen einfallen. Hilfe erhoffen sich dieAngry Birds, zu denen nun auch die neuen Verbündeten Mathilde und der riesige Terence gehören, die sie aus der Therapie kennen, von dem mächtigen Adler, der zurückgezogen auf einem Berg lebt und der einzige Vogel ist, der zumindest in grauer Vorzeit fliegen konnte. Bei ihrem Gegenschlag nutzen sie die von den Schweinen mitgebrachten Geschenke, wie die Motorräder, die Steinschleudern, den vielen Sprengstoff und das Trampolin, mit dem die Vögel wenigstens für wenige Sekunden fliegen können. Endlich kann Red seine Wut in den Dienst der Gemeinschaft stellen. Gemeinsam können sie die Eier zurückholen und die Dorfgemeinschaft ist Red dankbar und baut als Zeichen der Anerkennung sein Haus mitten ins Dorf.

## Produktion

### Produktionsgeschichte
Der erste Ableger der Computerspielreihe Angry Birds wurde Ende 2009 von der finnischen Software-Firma Rovio Entertainment auf den Markt gebracht und entwickelte sich seitdem zu einem der erfolgreichsten Computerspiele aller Zeiten. Es war die erste Mobile-Game-Serie, die mehr als eine Milliarde mal heruntergeladen wurde. 2013 wurde bekannt, dass eine Verfilmung des sehr simplen Computerspiels geplant war, das als Vorlage allerdings ohne besonderes Narrativ auskam. Rovio unterzeichnete im Mai 2013 einen Vertrag mit Sony Pictures Entertainment über eine weitere Verwertung der Angry Birds als Film. Durch das Erscheinen des Films wurde das Spiel offiziell zur ersten verfilmten App.

### Unterschiede zur Vorlage
Der Film vereint Elemente der Originalspiele und der darauf basierenden Zeichentrickserie. Was ihn davon aber abhebt, ist die Tatsache, dass die Schweine hier auf einer ganz anderen Insel als die Vögel leben. In der Serie wird Terence offiziell als Reds Bruder bezeichnet, während die beiden sich hier in der Therapie zum ersten Mal begegnen. Ebenfalls neu ist, dass Vögel und Schweine hier über Gliedmaßen verfügen, während sie in den Spielen und der Serie lediglich aus Kopf und Schwanz zu bestehen scheinen.

### Stab
Es handelt sich bei der Arbeit am Film um das jeweilige Regiedebüt von Fergal Reilly und Clay Kaytis. Die Arbeiten am Drehbuch hatte Jon Vitti übernommen, der zuvor viele Jahre lang als Autor der Fernsehserie Die Simpsons tätig war.

### Synchronisation
Als Synchronsprecher konnten unter anderem Peter Dinklage, Jason Sudeikis, Bill Hader, Sean Penn und Maya Rudolph gewonnen werden. Zu den Synchronstimmen der deutschen Fassung gehören Christoph Maria Herbst, Axel Stein, Axel Prahl, Ralf Schmitz, Smudo, Michael Kessler und Anja Kling.
| Rolle              | Originalsprecher   | Deutsche Stimme        |
| ------------------ | ------------------ | ---------------------- |
| Red                | Jason Sudeikis     | Christoph Maria Herbst |
| Mathilde           | Maya Rudolph       | Anja Kling             |
| Chuck              | Josh Gad           | Axel Stein             |
| Bombe              | Danny McBride      | Axel Prahl             |
| Terence            | Sean Penn          |                        |
| Leonard            | Bill Hader         | Ralf Schmitz           |
| Mächtiger Adler    | Peter Dinklage     | Smudo                  |
| Richter Hackpranke | Keegan-Michael Key | Michael Kessler        |
| Bubbles            | Ian Hecox          | iBlali                 |
| Cyrus              | Tony Hale          | Jesco Wirthgen         |
| Earl Pig           | Blake Shelton      | Michael Iwannek        |
| Edward             | Hannibal Buress    | Michael Nowka          |
| Greg Blue          | Kevin Bigley       | Fabian Oscar Wien      |
| Hal                | Anthony Padilla    | Luca                   |
| Helene             | Jillian Bell       | Nina Herting           |
| Johnny Bird        | John Cohen         | Bernd Egger            |
| Mime Bird          | Tony Hale          | Christoph Krüger       |
| Monica             | Danielle Brooks    | Almut Zydra            |
| Olive Blue         | Danielle Brooks    | Sandrine Mittelstädt   |
| Ross               | Tony Hale          | Sebastian Schulz       |
| Shirley            | Cristela Alonzo    | Katharina Lopinski     |
| Stella             | Kate McKinnon      | Christina Ann Zalamea  |
| Yoga-Anleiterin    | Jillian Bell       | Katja Schmitz          |

### Marketing
Im September 2015 erschien ein 2:03 min langer, deutscher Trailer, der zu Beginn mit dem Lied (They Long to Be) Close to You von den Carpenters unterlegt ist. Im Februar 2016 folgte ein zweiter deutscher Trailer mit einer Länge von 2:00 min. Darin hört man Christoph Maria Herbst als deutsche Synchronstimme von Red. Im März 2016 wurde ein 2:28 min langer, offizieller internationaler Trailer veröffentlicht.
Zu Promotionzwecken kooperierte man mit McDonald’s und brachte in Anlehnung an Red und die Schweine einen roten Burger und mit dem Naughty Green Pork Burger in China einen grünen Burger heraus, in dem sich neben Schweinefleisch auch ein Ei findet.

### Filmmusik
Die Filmmusik stammt von Heitor Pereira. Der Soundtrack zum Film wurde am 6. Mai 2016 veröffentlicht, umfasst 14 Lieder und beinhaltet auch einen Song der deutschen Heavy-Metal-Band Scorpions, aber auch Neuinterpretationen älterer Rock- und Popsongs. Das Lied Friends von Blake Shelton wurde bereits vorab veröffentlicht. Scott Feinberg von The Hollywood Reporter erachtet dieses Lied als Oscar-würdig, und es wurde im Dezember 2016 als Anwärter bei der Oscarverleihung 2017 in der Kategorie Bester Filmsong in die Kandidatenliste (Longlist) aufgenommen, letztlich aber von den Mitgliedern der Akademie nicht in die offizielle Nominierung gewählt.
Liste der Lieder
1. Friends – Blake Shelton
2. I Will Survive – Demi Lovato
3. Wonderful Life (Mi Oh My) – Matoma
4. On Top of the World – Imagine Dragons
5. Explode – Charli XCX
6. Never Gonna Give You Up – Rick Astley
7. Rock You Like a Hurricane – Scorpions
8. Fight – Steve Aoki
9. Wild Thing – Tone-Loc
10. Sound of da Police – KRS-One
11. Behind Blue Eyes – Limp Bizkit
12. The Mighty Eagle Song – Peter Dinklage
13. The Mighty Red Song – The Hatchlings
14. Medley: Angry Birds Movie Score – Heitor Pereira

### Veröffentlichung
Der Film feierte am 1. Mai 2016 in Anwesenheit der deutschen Synchronsprecher Christoph Maria Herbst, Axel Stein und Axel Prahl im Berliner Sony Center seine Premiere. Am 12. Mai 2016 kam der Film in die deutschen Kinos. Am 20. Mai 2016 startete der Film in den USA. Am 15. September 2016 wurde der Film auf Blu-ray und als Blu-ray 3D veröffentlicht.

## Rezeption

### Kritiken
Der Film konnte 44 Prozent der Kritiker bei Rotten Tomatoes überzeugen.
Die dpa beschreibt den Film als ein actionreiches und durchaus witziges Animationsabenteuer, in dem die Gewalt so verpackt sei, dass kleinere Kinder ohne Bedenken zuschauen könnten. Weiter heißt es: Es gibt einige gelungene Gags, über die auch Erwachsene lachen. Allerdings ist ‚Angry Birds‘ auch ein Film, den sich Erwachsene wohl meist nur ihrer Kinder wegen anschauen und der kaum nachwirken dürfte. Ihm fehlt die Tiefe, die aus einem Cartoon mehr macht als nur ein Trickfilmabenteuer.
Martin Schwickert von der Stuttgarter Zeitung meint, die Regisseure und der Drehbuchautor hätten aus den erzählerischen Rudimenten der Spielvorlage eine durchaus tragfähige Geschichte entwickelt und beschreibt: Dass Wut, Misstrauen oder einfach mal Mies-drauf-Sein eine eigene Existenzberechtigung im Kosmos der Emotionen besitzen, ist eine sympathische Botschaft, die den Film zum Seelenverwandten von ‚Alles steht Kopf‘ macht. Schwickert kritisiert allerdings auch, dass der Film im letzten Drittel an narrativer Kraft verliere, weil er sich zu sehr auf die ausufernden Steinschleuder-Orgien konzentriere, die Zerstörung der Stadt im Film jedoch deutlich weniger Spaß mache als im interaktiven Spielmodus.
Auch Gerrit Bartels vom Tagesspiegel beschreibt den Showdown als recht lang geraten, hebt jedoch hervor: Dabei kommen all die auf ihre Kosten, die es vor ihren Handys und Tablets am liebsten krachen lassen – und denen noch der eine oder andere ihrer Lieblinge fehlt: etwa der Pelikan, der beim Spielen wie ein Bumerang zu behandeln ist; und auch die drei kleinen blauen Piepmätze, die stets aus einem Ei schlüpfen, sind auf einmal da und sorgen für Friede und Eierkuchen.

### Einspielergebnis
In Deutschland lockte der Film in der ersten Woche nach dem Kinostart rund 600.000 Besucher in die Kinos. Insgesamt verzeichnete der Film in Deutschland rund 1,4 Millionen Besucher und befindet sich damit im Jahresranking auf Platz 12 (Stand 7. August 2016). Trotz durchwachsener Kritiken  nahm der Film an seinem Eröffnungswochenende über 38 Millionen US-Dollar in den nordamerikanischen Kinos ein, konnte sich damit auf Platz 1 der Kino-Charts setzen und ließ hierbei den Film The First Avenger: Civil War hinter sich. Die weltweiten Einnahmen des Films liegen derzeit bei rund 350 Millionen US-Dollar, wodurch sich der Film auf Platz 14 der weltweit erfolgreichsten Filme des Jahres 2016 befindet (Stand 7. August 2016).

### Auszeichnungen
Hollywood Music In Media Awards 2016
- Nominierung als Beste Filmmusik – Animationsfilm (Heitor Pereira)[27]

Kids’ Choice Awards 2017
- Nominierung als Most Wanted Pet (Red)[28]

Teen Choice Awards 2016
- Nominierung in der Kategorie Choice Movie Hissy Fit (Jason Sudeikis)
- Nominierung in der Kategorie Choice Music: Song from a Movie or TV Show (Demi Lovato für den Song I Will Survive)[29]

Jussi 2017
- Nominierung als Bester Film

### Filmische Referenzen
Der Film spielt auf mehrere andere Filme und die darin vorkommenden Figuren an, so auf die Zwillinge im Film Shining von Stanley Kubrick aus dem Jahr 1980 und auf Quicksilver aus der X-Men Filmreihe.

### Weiteres
Am 18. März 2016, und damit nur wenige Wochen vor dem Kinostart, wurde der im Computerspiel und im Film vorkommende Vogel Red zum UN-Botschafter für den Klimawandel und für grüne Themen ernannt, wie UN-Generalsekretär Ban Ki Moon bekanntgab.

## Fortsetzung
Die Fortsetzung Angry Birds 2 – Der Film erschien am 19. September 2019 in den deutschen Kinos.